# Laura Margolis
Laura Margolis, född 1903 i Konstantinopel, död 1997 i Brookline, Massachusetts, var en amerikansk hjälparbetare, känd för sitt hjälparbete för flyktingar från Nazityskland.
I mars 1944 skickade den amerikanska hjälporganisationen American Jewish Joint Distribution Committee (JDC) Margolis till Lissabon. Hennes första uppdrag i Europa var att organisera ett barnhem för barn som hade smugglats över gränsen mellan Frankrike och Spanien i Pyrenéerna. Hon etablerade ett hem i en villa utanför Barcelona dit hon förde barnen från gränsposteringar i bergen. Då barnhemmet var etablerat återvände hon till Lissabon varifrån hon flög till England och vidare till Sverige.
Från hösten 1944 till mars 1945 befann hon sig på JDC:s uppdrag  i Stockholm för att organisera hjälpsändningar till internerade judiska fångar i tyska koncentrationsläger, däribland Theresienstadt och Bergen-Belsen. JDC i New York anslog 75,000 dollar för vilka livsmedelspaket sändes från Sverige. Mosaiska församlingen i Stockholm svarade för distributionen av paketen för vilkas räkning man erhållit exportlicenser till 75,000 kilo livsmedel. Enligt vittnesmål från överlevare bidrog dessa matpaket till att många överlevde fångenskapen.